# Tonnoiriella pseudofontinalis
Tonnoiriella pseudofontinalis är en tvåvingeart som beskrevs av Wagner 1993. Tonnoiriella pseudofontinalis ingår i släktet Tonnoiriella och familjen fjärilsmyggor. Inga underarter finns listade i Catalogue of Life.